# Kyll
Kyll je řeka na západě Německa, dlouhá 128 km. Je levostranným přítokem Mosely.
Název řeky pochází z keltského výrazu gilum, což znamená „potok“. Antický polyhistor Ausonius ji zmiňuje jako Celbis.
Kyll pramení v Zitterwaldu na hranicích s Belgií a teče jihovýchodním směrem přes spolkové země Severní Porýní-Vestfálsko a Porýní-Falc. V pohoří Eifel řeka vytvořila hluboce zaříznuté údolí, kterým vede železnice z Hürthu do Ehrangu s četnými mosty a tunely. Na řece leží města Stadtkyll, Gerolstein, Kyllburg, Speicher a Bitburg. U městečka Dahlem byla v sedmdesátých letech vybudována přehradní nádrž Kronenburger See. Významnými přítoky jsou Lohrbach, Oosbach a Welschbilligerbach. Nedaleko Trevíru se Kyll vlévá do Mosely a vytváří okolo soutoku cennou aluviální krajinu. Podél toku vede cyklostezka Kylltal-Radweg, řeka je oblíbená také mezi kanoisty a rybáři.